# Лале (певица)
Лале́ Пуркари́м (перс. لاله پورکریم‎ [lɒːle puːɾkæɾiːm], англ. Laleh Pourkarim ; род. 10 июня 1982, Энзели, Иран) — шведская певица, музыкант, актриса, композитор и автор песен иранского происхождения, выступающая под сценическим именем LaLeh. После короткой карьеры актрисы, в 2005 году она вошла в музыкальную индустрию с дебютным альбомом Laleh который занял 1 место в Швеции и стал самым продаваемым альбомом года. В шведском Грэмми 2005 года она была номинирована на семь премий и получила престижную Rockbjörnen в категориях: «Артист Года» и «Открытие Года», а также «Продюсер Года».

## Биография
Лале Пуркарим родилась в Иране 10 июня 1982 года. Имя Лале на персидском означает «тюльпан».
В 1983 году из-за угрозы физического уничтожения семья была вынуждена бежать из родной страны в советский Азербайджан, потому что отец Лале, Хушанг Пуркарим, был противником исламского режима в Тегеране. По роду деятельности он был художником, журналистом, видным иранским этнографом и общественным социологом, редактором газеты.
Мать Лале — Атэфе Пуркарим, попав в Иран через Азербайджан из Грузии, изучала литературоведение и математику в университете Тегерана.

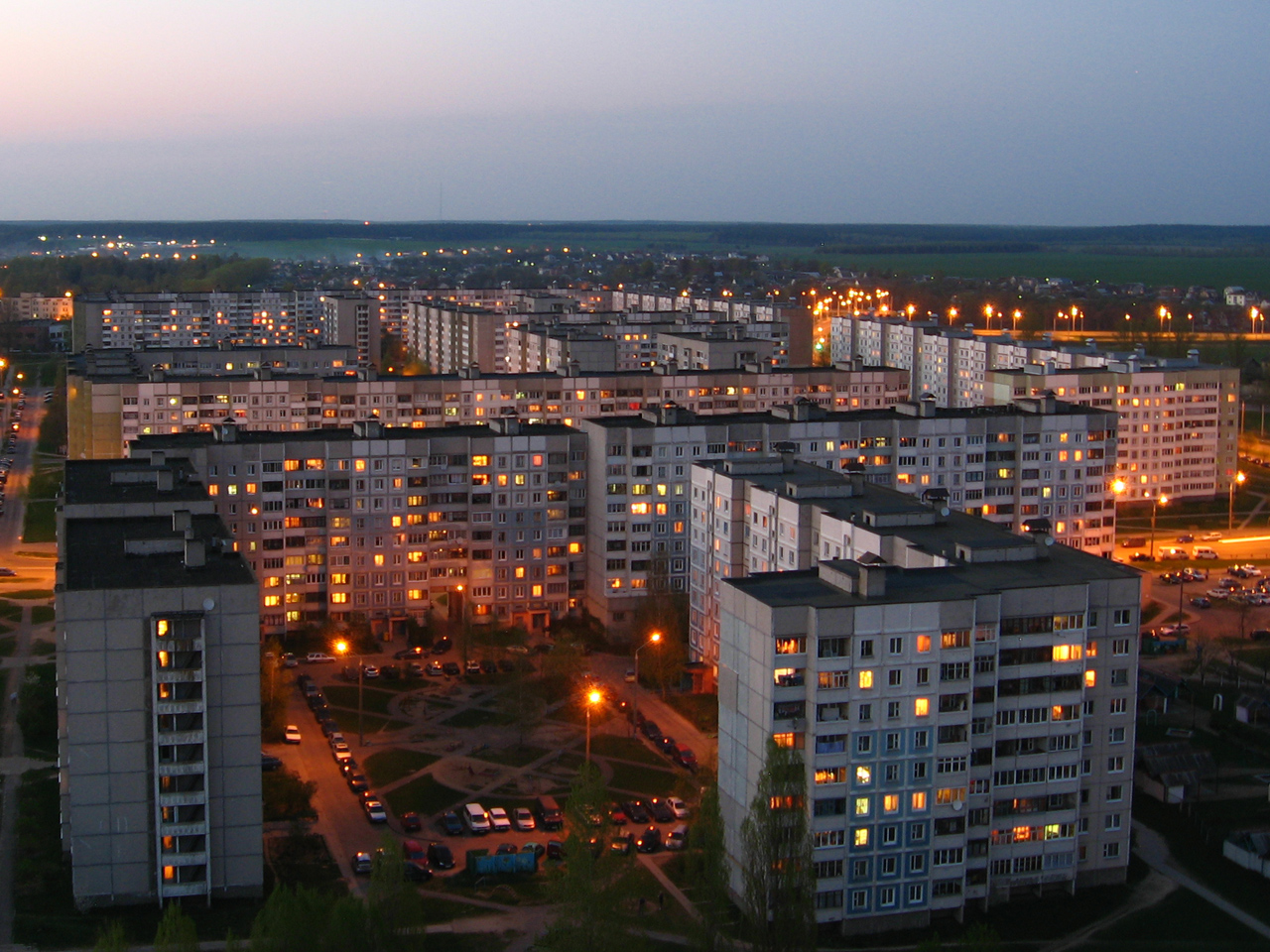
До 9 лет Лале жила в столице Белорусской ССР, городе Минске.

В том же 1983 году семья Лале перебралась в Минск и поселилась в обычном рабочем районе. Родители Лале стали работать на заводе. В СССР Лале пошла в школу и приобщилась к театральному и цирковому искусству.
Лале прожила в СССР 8 лет. В 1991 году (в возрасте 9-и лет) Лале с мамой через Восточный Берлин попали в лагерь беженцев в Тидахольме (Швеция). Спустя некоторое время она оказалась в Гётеборге (Вестергётланд). Сначала семья Лале поселилась на острове Хисинген, а после смерти её отца перебралась в пригород Гётеборга — Хаммаркулен (Ангеред) — эмигрантский район города.
В августе 1994 году отец Лале погиб на её глазах, когда пытался спасти женщину выпавшую из каноэ. Каноэ перевернулось и он пытался помочь. Женщина выжила, а отец Лале утонул.
На новом месте Лале продолжила своё музыкальное образование. В Витфельдтской гимназии в качестве дополнительного предмета она выбрала музыкальную программу для изучения классической музыки, балета и цирковых элементов. Позже она заинтересовалась музыкой в стиле панк, регги и джазом. Она также училась играть на гитаре, ударных и саксофоне. Первый учитель музыки Лале — Хассе Нейлин заметил талантливую девушку и помог раскрыть её потенциал. Вместе с другим её учителем музыки, Бенгт Франзен, она организовала джазовый ансамбль — Bejola.
В восьмом классе (13-14 лет) она впервые участвовала в музыкальном конкурсе и выиграла его.
В 2007—2008 годах Лале жила в Норрланде в Вестерботтенском лене. В 2010 году после непродолжительной работы в Шеллефтео она переехала в Стокгольм.
В 2013 году, через три дня после выхода альбома 'Colours', в возрасте 57 лет умерла мать Лале, работавшая социальным работником. Её старший брат умер от болезни сердца через год после смерти матери. Лале впадает в продолжительную депрессию, у неё пропадает интерес к музыке и она с трудом выходит из дома, но через некоторое время после лечения, она успешно справляется с депрессией и возвращается к публике.
Лале имеет двойное гражданство и владеет четырьмя языками: шведским, английским, русским и фарси.
Любит путешествовать. Побывала в ряде стран Европы и Латинской Америки.
В конце 2014 года Лале получила премию Göteborgare, присуждаемую ежегодно, начиная с 1993 года.

## Личная жизнь
Лале совершенно не любит давать интервью, поэтому о её личной жизни практически ничего неизвестно. Она вегетарианка и очень любит животных. Занимается теннисом, в юности увлекалась баскетболом и футболом. Одно время Лале жила в пригороде Стокгольма — районе Тулинге коммуны Ботчюрка, где у неё была собственная звукозаписывающая студия, но в конце 2014 переехала в Лос-Анджелес, США.

## Творчество
Музыкальный диапазон Лале простирается от баллад до поп-рока. Её источники вдохновения — Корнелис Вресвик, The Police, Кэт Стивенс и АББА.
Свою актёрскую карьеру Лале Пуркарим начала в 2000 году, снявшись в фильме Йозефа Фареса «Jalla! Jalla!» — (швед. Давай! Давай!), в котором сыграла молодую девушку-иммигрантку Ясмин.
В 2001 году 19-летняя Лале переехала от семьи из Гётеборга в Стокгольм. Собственными силами она отремонтировала подвальное помещение одного из домов в районе Hässelby strand и оборудовала там звукозаписывающую студию.
Её музыкальная карьера началась в 2002 году, когда она основала собственную компанию по продюсированию и выпуску музыки «Lost Army» и подписала контракт с Warner Music Sweden ещё до выпуска своего первого альбома. 5 февраля 2005 года, при участии Warner Music Sweden Лале выпустила свой первый сингл Invisible (My Song). Дебютный альбом Laleh был выпущен в марте 2005 года. Он содержал 4 песни на шведском, 8 на английском и 2-е на фарси. Альбом снискал позитивные отзывы критиков и большой успех в чартах, став самым продаваемым альбомом за 2005 год в Швеции. Проценты от продаж пошли на благотворительность.
В 2006 году вышел альбом Prinsessor, далее последовал перерыв, следующий альбом 'Me and Simon' вышел в 2009 году. В это время она выступала с концертами в некоторых странах Скандинавии, Великобритании и в Германии, но намекнула, что пока не планирует выступать за границей.
В апреле 2010 года Лале принимала участие в MusExpo, ежегодной музыкальной конференции по поиску талантов со всего света в Лос-Анджелесе.
В 2010—2011 годах она участвовала в телешоу Sa mycket battre, где известные шведские музыканты исполняют чужие песни. Многие кавер-версии известных песен в её исполнении полюбились публике и лидировали в хит-парадах. Песни исполненные на телешоу вышли в 2011 году на диске Tolkningarn'.
Её четвёртый студийный альбом Sjung первоначально должен был выйти в декабре 2011 года, чтобы совпасть с её появлением на Sa Mycket battre, но был отложен из-за трудностей планирования шоу. Альбом был выпущен 25 января 2012 и возглавил чарты Швеции и Норвегии, а также был позитивно принят критиками. 28 января 2012 было выпущено два сингла Some Die Young и Varens Forsta Dag. Для продвижения альбома, с марта по апрель 2012 года Лале дала 15 концертов в Швеции, а также один концерт в Норвегии. Тур был успешным. Также она выступала на различных летних фестивалях 2012 года.
7 марта 2012 Лале выступила в Осло на концерте после церемонии вручения Нобелевской премии мира.
В 2012 Лале получила стипендию Эверта Таубе, которая вручается с 1960-х годов.

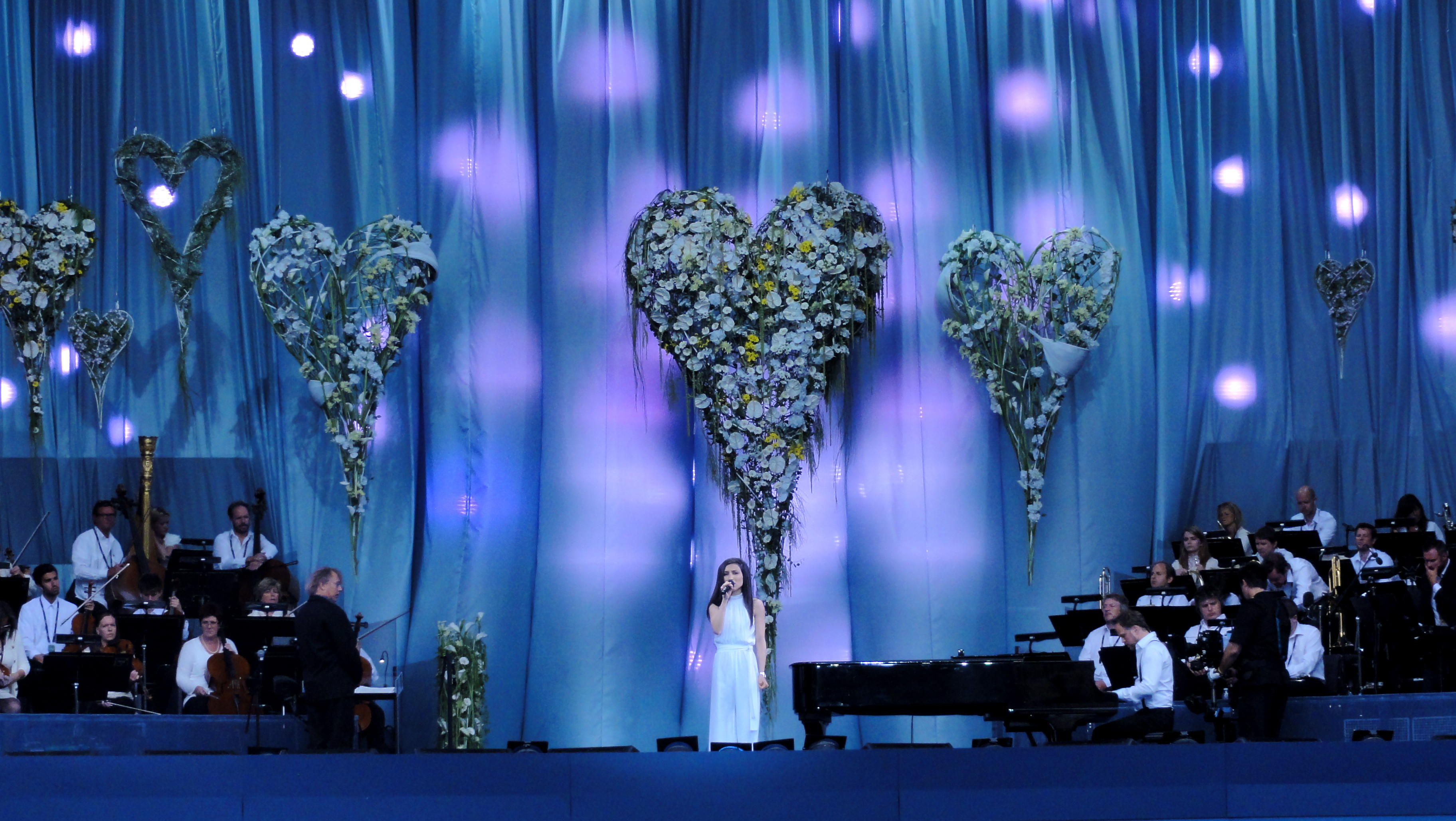
Лале на концерте в память о жертвах трагедии 22 июля 2012 года.

22 июля 2012 года в годовщину терактов в Осло и на острове Утёйа, она выступила в Осло на концерте посвященном памяти жертв этой трагедии. Вместе с Брюсом Спрингстином они были единственными не норвежскими артистами приглашенными на этот концерт.
В июле 2013 года, было объявлено, что Лале подписала контракт с Universal Music Germany. Её первым синглом стала переработанная композиция 'Some Die Young', на которую позже был снят видеоклип.
30 августа 2013 года Лале выпустила студийный альбом Colors. Из-за смерти матери она отменила часть концертов, предназначенных для продвижения альбома.
На данный момент все изданные студийные альбомы — написаны, спродюсированы и исполнены ею самой.

### Дискография
Студийные альбомы
- 2005: Laleh
- 2006: Prinsessor
- 2009: Me and Simon
- 2012: Sjung
- 2013: Colors
- 2014: Boom EP
- 2016: Kristaller

Концертные записи
- 2011: Tolkningarna

### Синглы
- 2005 — Invisible (My Song), Storebror, Live Tomorrow
- 2006 — Forgive But Not Forget, Det är vi som bestämmer, November
- 2007 — Call on Me, Closer, Snö
- 2009 — Simon Says, Big City Love, Bjurö klubb
- 2010 — Mysteries
- 2012 — Some Die Young, Vårens Första Dag
- 2013 — Elephant, Colors
- 2014 — Stars Align, Goliat, Tusen bitar, Chiquitita
- 2015 — Sol, vind och vatten
- 2016 — Bara få va mig själv, Aldrig bli som förr

### Фильмография
| Год  |   | Русское название        | Оригинальное название        | Роль                                    |
| ---- | - | ----------------------- | ---------------------------- | --------------------------------------- |
| 2000 | ф | Давай! Давай!           | Jalla! Jalla!                | Ясмин                                   |
| 2007 | ф | Солнечная буря          | Solstorm                     | Саундтрек - 'Live Tomorrow'             |
| 2010 | ф | Себбе                   | Sebbe                        | Саундтрек - 'Forgive But Not Forget'    |
| 2011 | ф | Стокгольмский синдром   | Das Stockholm-Syndrom        | композитор                              |
| 2014 | ф | Я ещё не готова умереть | JAG ÄR INTE BEREDD ATT DÖ ÄN | играет саму себя (документальный о ней) |

### Участие в телепередачах и шоу
| Год      |   | Русское название    | Оригинальное название | Роль                                      |
| -------- | - | ------------------- | --------------------- | ----------------------------------------- |
| 2011—... | с | Петь лучше          | Så mycket bättre      | певица (2 Сезон, 2011)                    |
| 1979—... | с | Все песни в Скансен | Allsång på Skansen    | играет саму себя (1 эпизод, 26 июня 2012) |
| 2011—... | с | Moraeus и другие    | Moraeus med mera      | играет саму себя (16 сентября 2012)       |
| 2009—... | с | Скавлан             | Skavlan               | играет саму себя (13 сентября 2013)       |
| 1992—... | с | Завтрашние новости  | Gomorron              | играет саму себя (19 Октября 2013)        |
| 1992—... | с | Завтрашние новости  | Gomorron              | играет саму себя (15 февраля 2014)        |
| 2011—... | с | Moraeus и другие    | Moraeus med mera      | играет саму себя (20 декабря 2014)        |